# Eviota partimacula
Eviota partimacula là một loài cá biển thuộc chi Eviota trong họ Cá bống trắng. Loài này được mô tả lần đầu tiên vào năm 2008.

## Từ nguyên
Danh pháp của E. partimacula được ghép từ 2 âm tiết theo tiếng Latinh: partio ("phân chia") và macula ("đốm"), ám chỉ đốm đen lớn trên gốc vây đuôi của loài cá này, được chia đôi bởi một vạch ngang nhạt màu ở giữa.

## Phạm vi phân bố và môi trường sống
E. partimacula có phạm vi phân bố ở vùng biển Trung Thái Bình Dương. Loài cá này được tìm thấy ở ngoài khơi quần đảo Marshall.

## Mô tả
Chiều dài cơ thể tối đa được ghi nhận ở E. partimacula là 1,8 cm.